# Sky Sports
Sky Sports è il broadcaster britannico di trasmissioni sportive della piattaforma Sky plc.
In onda dal 1990 trasmette i maggiori eventi sportivi britannici e internazionali vantando anche tre canali in alta definizione.